# La Melgosa
La Melgosa es una localidad española del municipio de Cuenca, perteneciente a la provincia de Cuenca, en la comunidad autónoma de Castilla-La Mancha.

## Toponimia
El historiador conquense, ya fallecido, Heliodoro Cordente afirma que  el topónimo tendría su origen en la existencia de la planta forrajera denominada mielga. Otros autores matizan la afirmación de Cordente y se inclinan por atribuir el topónimo a la antigua existencia de una casa –“Casa de la Melga”– que seguramente se empleó como almacén, desde donde se comercializaría con dicho producto".

## Geografía
Confina con las siguientes localidades:
- Al norte con Molinos de Papel.
- Al noreste con Palomera.
- Al sureste con Mohorte.
- Al suroeste con Arcas.
- Al oeste con Villar de Olalla.
- Al noroeste con Cuenca.

## Historia
Así se describe a La Melgosa en el tomo XI del Diccionario geográfico-estadístico-histórico de España y sus posesiones de Ultramar, obra impulsada por Pascual Madoz a mediados del siglo XIX:

Lugar con ayuntamiento en la provincia, diócesis y partido judicial de Cuenca (1 legua), audiencia territorial de Albacete (19), capitanía general de Castilla la Nueva (Madrid 25); Situado a la margen izquierda del río Moscas, sobre un cerro de poca elevación, resguardado del viento E, con clima frío y sano. Consta de 46 casas de 5 varas de altura y pobre construcción, inclusa la de ayuntamiento y la denominada del canónigo Manrique, esta última de nueva planta y con muchas comodidades; para socorro de los labradores hay un pósito con el fondo de 60 fanegas de trigo; la iglesia parroquial, bajo la advocación de Nuestra Señora de la Asunción, está servida por un cura de segundo ascenso, y un teniente para los 2 anejos de Mohorte y la Atalaya; entre los confines de este y de Mohorte, se halla la ermita de San Miguel, a la que concurren en romería los pueblos inmediatos el día del santo. Confina el término por N Palomera; E Mohorte; S Arcas, y O casa de la Mota; su extensión de N a S es de ¾ legua, y de E a O 1 ½. El terreno disfruta de monte y llano, la parte N comprende los cerros de Palomera, que son abundantes en leña, y lo restante es vega de mediana calidad; el río mencionado con otro pequeño arroyo que se le incorpora, corren por su término en dirección de E a O, el primero tiene un puente de piedra sillería, y sus aguas dan impulso a un molino harinero con 2 piedras; los caminos son locales y en mal estado; la correspondencia se recibe de la capital de provincia. Producciones: trigo, cebada, centeno, avena y patatas; se cría ganado lanar y algún vacuno; caza de liebres, conejos y perdices, y pesca de cangrejos. Industria: la agrícola, un molino harinero y un tejedor de telas del país. Comercio: la exportación de cereales sobrantes, e importación de aceite y otros artículos de consumo diario. Población: 44 vecinos, 175 almas. Capital productivo: 807.940 reales. Imponible: 40.397. El presupuesto municipal asciende a 1.400 reales, y se cubre con el producto de un horno de pan, de la dehesa boyal, y el déficit por reparto vecinal.
Diccionario geográfico-estadístico-histórico de España y sus posesiones de Ultramar

## Demografía
| Gráfica de evolución demográfica de La Melgosa entre 1842 y 1960 |
| |
| Población de derecho según los censos de población del INE Población de hecho según los censos de población del INEEn este censo se denominaba Melgosa: 1842 Entre el censo de 1970 y el anterior, este municipio desaparece porque se integra en el municipio Cuenca |

Evolución de la población
| Gráfica de evolución demográfica de La Melgosa entre 2000 y 2017   |
|                                                                    |
| Población de derecho (2000-2017) según el padrón municipal del INE |

## Patrimonio
En la localidad hay una iglesia, ahora cerrada por el mal estado de su estructura, dedicada a La Asunción de Nuestra Señora.